# دیواره مرجانی کالدونیای جدید
دیوارهٔ مرجانی کالدونیای جدید (انگلیسی: New Caledonian barrier reef) یک ردیف از آبسنگ مرجانی در کالدونیای جدید در اقیانوسیه است که به عنوان طولانی‌ترین دیوارهٔ مرجانی پیوسته در جهان شناخته می‌شود و پس از دیواره بزرگ مرجانی استرالیا و دیوارهٔ مرجانی آمریکای مرکزی، سومین دیوارهٔ مرجانی بزرگ جهان به‌شمار می‌آید.
دیوارهٔ مرجانی کالدونیای جدید، جزیرهٔ گراند تِر، بزرگ‌ترین جزیرهٔ کالدونیای جدید، و همچنین جزیرهٔ ایل د پن و چندین جزیرهٔ کوچکتر را احاطه کرده و طول آن به ۱٬۵۰۰ کیلومتر (۹۳۰ مایل) می‌رسد. این آب‌سنگ یک کولاب به وسعت ۲۴٬۰۰۰ کیلومتر مربع (۹٬۳۰۰ مایل مربع) را دربرمی‌گیرد که عمق متوسط آن ۲۵ متر (۸۲ فوت) است. این دیواره تا فاصله‌ای حدود ۳۰ کیلومتر (۱۹ مایل) از ساحل امتداد دارد، اما در شمال غربی تا نزدیکی آبسنگ‌های انتراکاستو به طول تقریبی ۲۰۰ کیلومتر (۱۲۰ مایل) کشیده شده است. این گسترش شمال‌غربی، جزایر بِلِپ و دیگر جزیرک‌های شنی را دربرمی‌گیرد. چندین گذرگاه طبیعی از این دیواره به سوی اقیانوس باز می‌شود که یکی از آن‌ها گذرگاه بولاری است که به نومئا، پایتخت و بندر اصلی کالدونیای جدید، راه دارد و با فانوس دریایی آمده مشخص شده است.
در سال ۲۰۰۸، این دیواره مرجانی و کولاب پیرامونی آن به دلیل زیبایی خیره‌کننده، ویژگی جغرافیایی منحصربه‌فرد آن که به‌طور کامل گراند تر را احاطه کرده است، و همچنین تنوع زیستی استثنایی آن، به‌ویژه در زمینهٔ تنوع مرجان‌ها، در فهرست میراث جهانی یونسکو به ثبت رسید.

## بوم‌شناسی
سامانه‌های آبسنگی کالدونیای جدید پس از دیوارهٔ بزرگ مرجانی استرالیا، به عنوان دومین مجموعهٔ مرجانی بزرگ جهان شناخته می‌شوند. این دیواره، طولانی‌ترین دیوارهٔ مرجانی پیوسته جهان با طول ۱۶۰۰ کیلومتر و دارای بزرگ‌ترین کولاب جهان با مساحت ۲۴٬۰۰۰ کیلومتر مربع است. این اکوسیستم، همراه با فیجی، متنوع‌ترین مجموعه‌های آبسنگی جهان را در خود جای داده است که شامل ۱۴۶ نوع مختلف بر اساس یک سامانه رده‌بندی جهانی هستند و از نظر تنوع مرجان‌ها و ماهیان، با دیوارهٔ بزرگ مرجانی برابری کرده یا حتی از آن پیشی می‌گیرند.
این دیواره، گونه‌های بسیار متنوعی را در خود جای داده و سطح بالایی از بوم‌زادگرایی را داراست. در مجموع، تاکنون ۲۳۲۸ گونه ماهی متعلق به ۲۴۸ خانواده در این منطقه شناسایی شده است. علاوه بر این، این دیواره میزبان سومین جمعیت بزرگ از فیل‌های دریایی در معرض خطر انقراض (Dugong dugon) در جهان است و همچنین یک زیستگاه مهم برای تخم‌گذاری لاک‌پشت سبز دریایی محسوب می‌شود.
در کولاب‌های کالدونیای جدید، گونه‌های دریایی متعددی از جمله بیش از ۲۰۰۰ گونه از نرم‌تنان دریایی و یک جمعیت پویای نهنگ گوژپشت زندگی می‌کنند.

## تهدیدات زیست‌محیطی
بیشتر آبسنگ‌ها به‌طور کلی در وضعیت خوبی قرار دارند. برخی از آبسنگ‌های شرقی بر اثر فاضلاب ناشی از استخراج نیکل در گراند تره آسیب دیده‌اند. رسوب‌گذاری ناشی از معدن‌کاری، کشاورزی و چرا بر آبسنگ‌های نزدیک دهانه رودخانه‌ها تأثیر گذاشته و این وضعیت با تخریب جنگل‌های حَرّا که در حفظ رسوبات نقش دارند، تشدید شده است. برخی از آبسنگ‌ها زیر چندین متر لجن مدفون شده‌اند.
در سال ۲۰۰۸، یک ارزیابی از آبسنگ‌های نزدیک به ساحل در شمال‌غربی نشان داد که بسیاری از آن‌ها، در صورت ادامه روند کنونی ورود رسوبات معدنی و روان‌آب‌های لجنی، در طی چند سال و در بهترین حالت طی چند دهه از بین خواهند رفت.
در ژانویه ۲۰۰۲، دولت فرانسه پیشنهاد ثبت آبسنگ‌های کالدونیای جدید در فهرست یونسکو میراث جهانی را ارائه کرد. یونسکو در تاریخ ۷ ژوئیه ۲۰۰۸ دیوارهٔ مرجانی کالدونیای جدید را تحت عنوان تالاب‌های کالدونیای جدید: تنوع آبسنگی و زیست‌بوم‌های مرتبط در فهرست میراث جهانی ثبت کرد.
۱۳ کمیتهٔ مدیریتی محلی، شامل فعالان گردشگری، ماهیگیران، سیاستمداران و رؤسای قبایل محلی، با همکاری جامعه برای پایش وضعیت تالاب‌ها فعالیت می‌کنند.

## استفاده انسانی
غواصی اسکوبا در این منطقه رایج است و چندین سایت غواصی در داخل تالاب و اطراف دیواره مرجانی وجود دارد که از جمله آن‌ها می‌توان به سوزن پرونی، گودال کوسه و کلیسای جامع اشاره کرد.

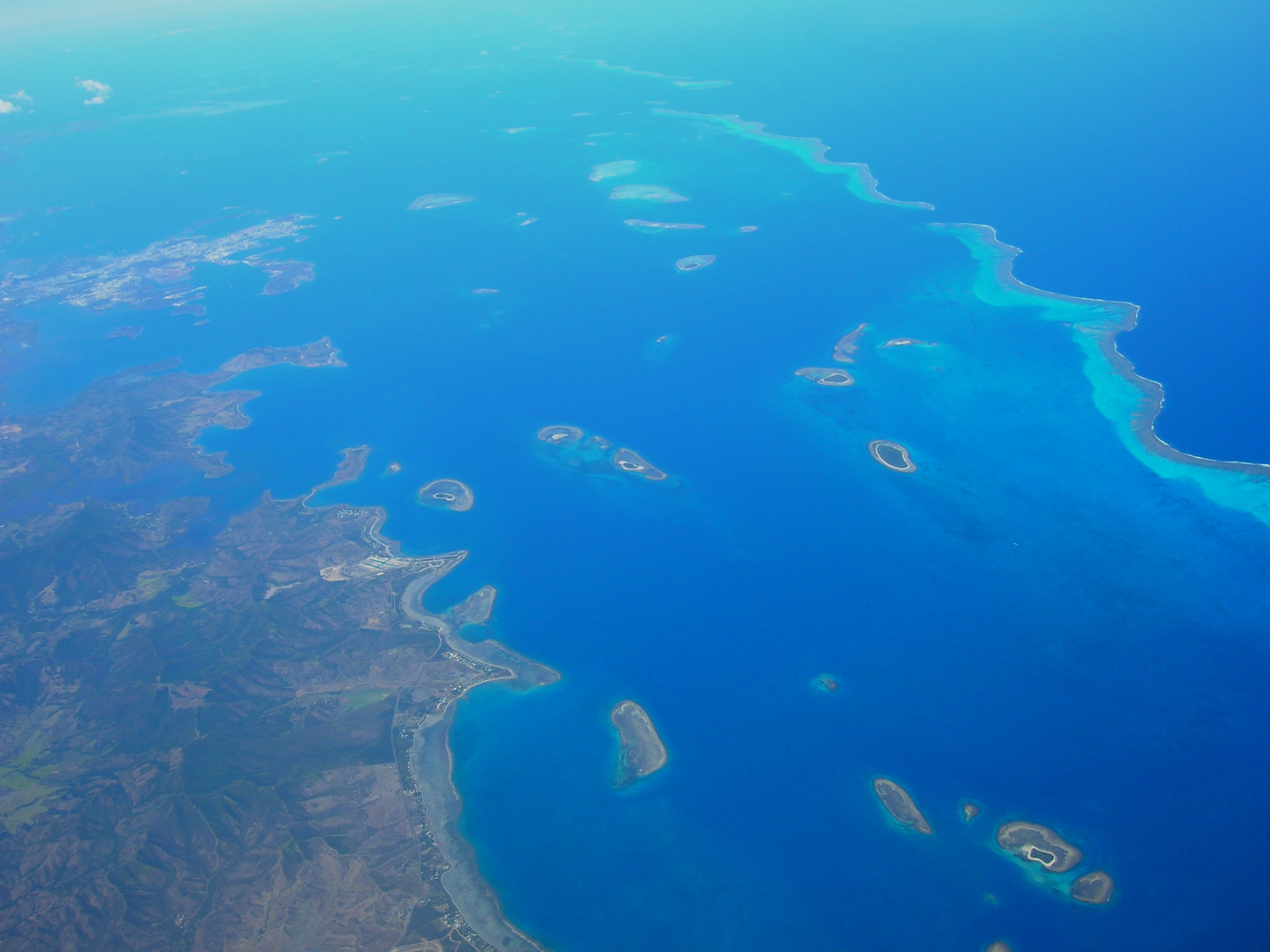
این بخش از تالاب، نزدیک دومبئا و پائیتا در شمال‌غربی نومئا، در فهرست میراث جهانی یونسکو ثبت نشده است.
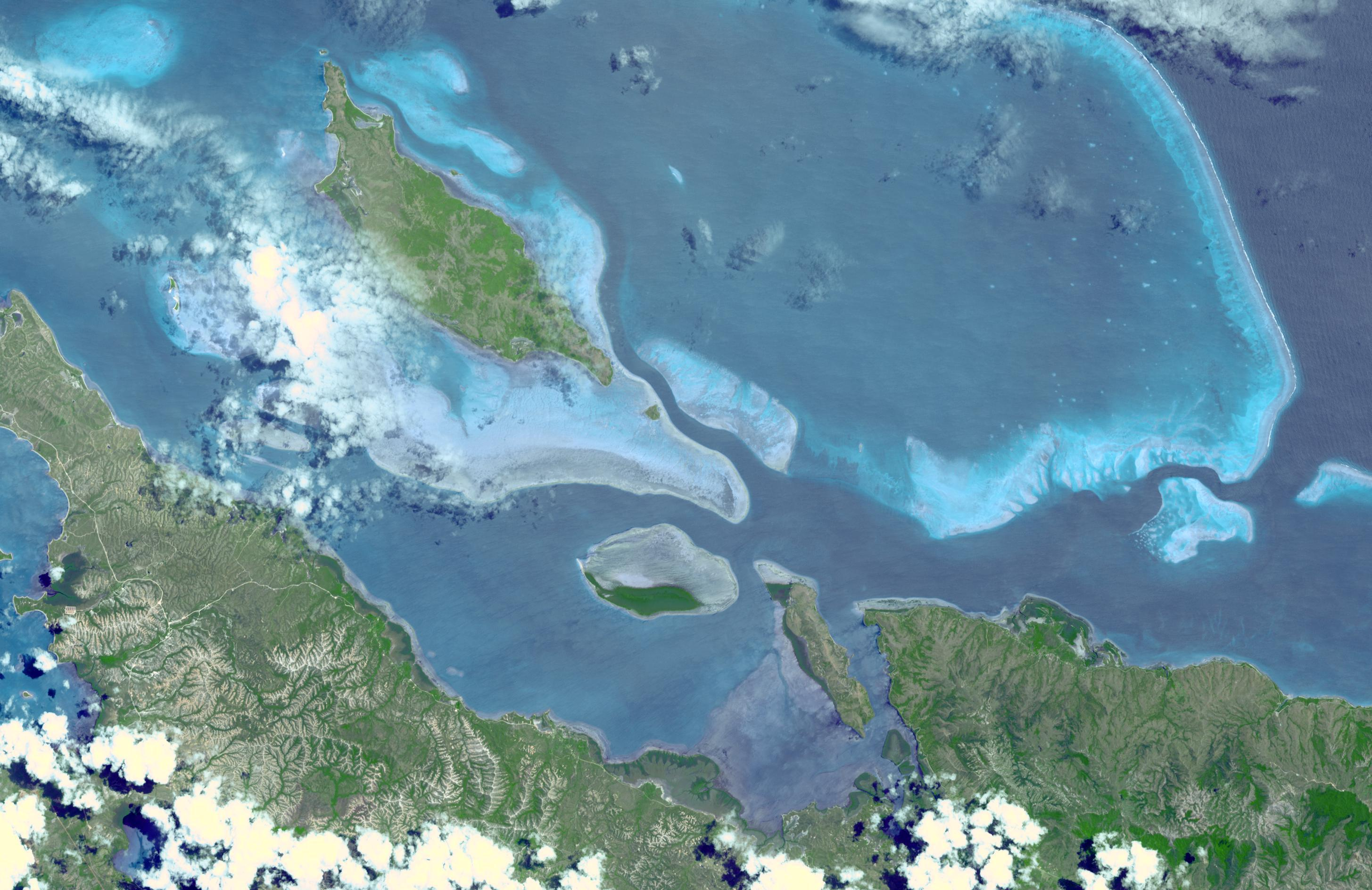
تصویر تالاب‌های کالدونیای جدید از رادیومتر پیشرفته فضابرد بازتابی و گسیل گرمایی